# Królewskie Towarzystwo Astronomiczne

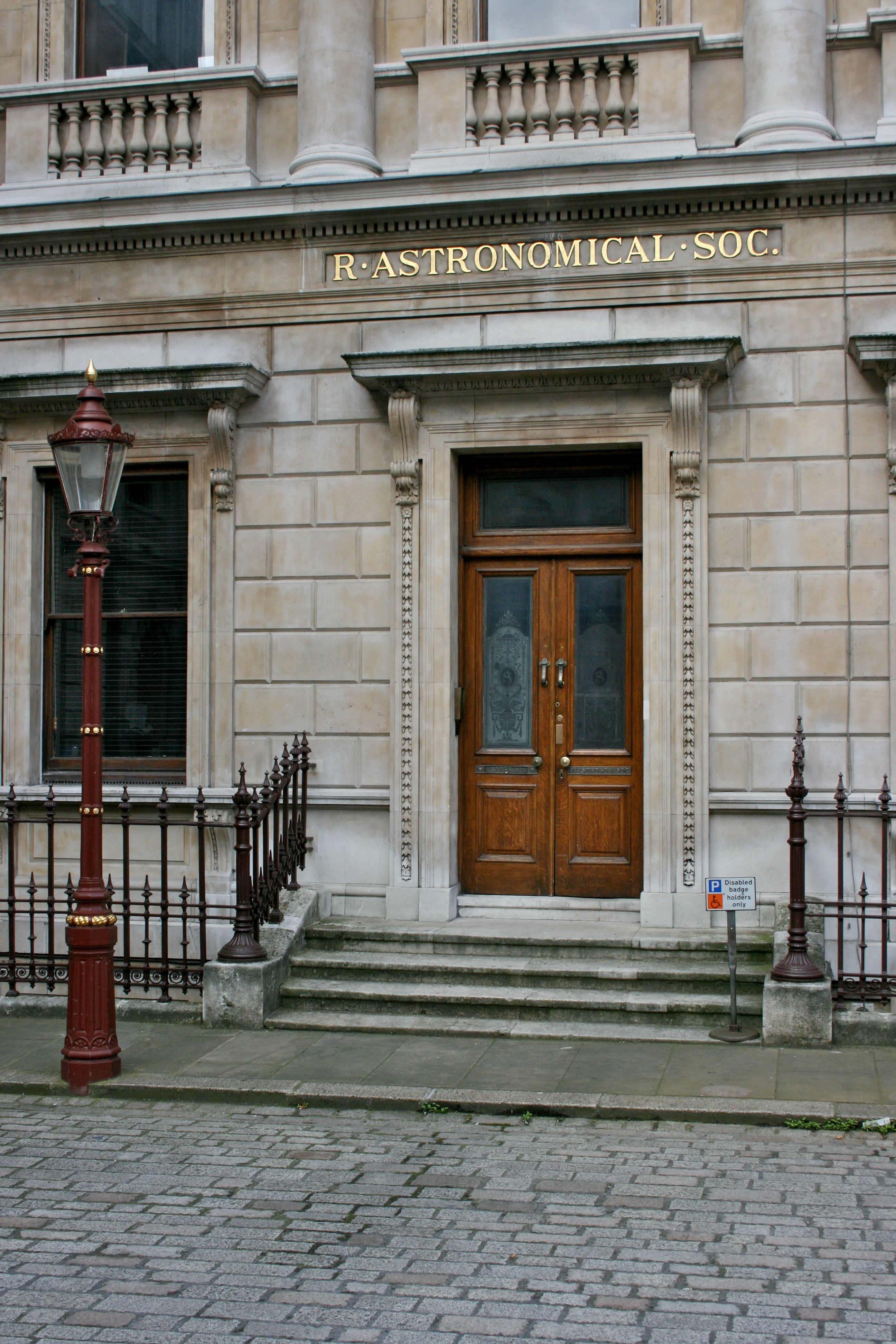
Wejście do siedziby Królewskiego Towarzystwa Astronomicznego w Londynie

Królewskie Towarzystwo Astronomiczne (ang. Royal Astronomical Society RAS) – brytyjskie towarzystwo naukowe założone w Londynie w 1820 r. jako Towarzystwo Astronomiczne, w celu wspierania badań astronomicznych. W 1831 r. po otrzymaniu Królewskiej Karty od Wilhelma IV stało się Królewskim Towarzystwem Astronomicznym. Po nadaniu Karty Uzupełniającej w 1915 r. możliwe stało się członkostwo kobiet w RAS. Królewskie Towarzystwo Astronomiczne należy do Międzynarodowej Unii Astronomicznej (IAU) oraz jest członkiem brytyjskiej organizacji Science Council. Zgromadzenia odbywają się głównie w  Burlington House, przy ulicy Piccadilly w Londynie oraz w całej Wielkiej Brytanii. W towarzystwie zrzeszonych jest 3000 członków, około jedna trzecia z nich mieszka poza granicami Wielkiej Brytanii.

## Działalność
Jednym z głównych celów Towarzystwa jest wydawanie czasopism, do których należą: 
- Memoirs of the Royal Astronomical Society (MmRAS), wydawane w latach 1822–1977
- Monthly Notices of the Royal Astronomical Society (MNRAS), wydawane nieprzerwanie od 1827
- Geophysical Supplement to Monthly Notices (MNRAS), wydawane w latach 1922–1957
- Geophysical Journal (GeoJ), wydawane w latach 1958–1988
- Geophysical Journal International (GeoJI), wydawane od 1989
- Quarterly Journal of the Royal Astronomical Society (QJRAS), wydawane w latach 1960–1996
- Astronomy & Geophysics (A&G), wydawane od 1997

RAS także sponsoruje oraz wspiera organizacje tematyczne, będące grupami interdyscyplinarnymi, takie jak: 
- The Astrobiology Society of Britain
- The Astroparticle Physics Group wraz z Institute of Physics
- The Astrophysical Chemistry Group wraz z Royal Society of Chemistry
- The British Geophysical Association wraz z Londyńskim Towarzystwem Geologicznym
- The Magnetosphere Ionosphere and Solar-Terrestrial group (MIST)
- The UK Planetary Forum
- The UK Solar Physics group.

Królewskie Towarzystwo Astronomiczne nadaje odznaczenia za wybitne osiągnięcia naukowe, z których najważniejszym jest Złoty Medal Królewskiego Towarzystwa Astronomicznego. Do pozostałych należą: 
- Medal Eddingtona
- Medal Herschela
- Medal Chapmana
- Medal Jackson-Gwilt
- Price Medal.

## Prezesi (od początku XXI w.)
- od 2016: John Zarnecki[1]
- 2014-2016: Martin Barstow[2]
- 2012–2014: David Southwood
- 2010–2012: Roger Davies
- 2008–2010: Andrew Fabian
- 2006–2008: Michael Rowan-Robinson
- 2004–2006: Kathryn Whaler
- 2002–2004: Jocelyn Bell Burnell
- 2000–2002: Nigel Weiss.